# Vicky Jenson
Victoria "Vicky" Jenson (Los Ángeles, 4 de marzo de 1960) es una directora de cine estadounidense, reconocida por dirigir proyectos de DreamWorks Animation como Shrek, la primera película ganadora de un Óscar a mejor película animada. Otros de sus créditos en dirección incluyen las películas Shark Tale (2004) y Post Grad (2009).

## Filmografía
| Año  | Título                                  | Rol                      |
| ---- | --------------------------------------- | ------------------------ |
| 1985 | The Secret of the Sword                 | Animadora                |
| 1987 | Rock Odyssey                            | Animadora                |
| 1987 | Slam Dance                              | Animadora                |
| 1987 | Pinocchio and the Emperor of the Night  | Animadora                |
| 1988 | She's Having a Baby                     | Animadora                |
| 1988 | Pound Puppies and the Legend of Big Paw | Diseñadora               |
| 1990 | Playroom                                | Diseñadora de producción |
| 1992 | FernGully: The Last Rainforest          | Animadora                |
| 2000 | The Road to El Dorado                   | Animadora                |
| 2000 | Chicken Run                             | Historia adicional       |
| 2001 | Shrek                                   | Directora                |
| 2003 | Sinbad: Legend of the Seven Seas        | Historia adicional       |
| 2004 | Shark Tale                              | Directora                |
| 2005 | Cerebral Print: The Secret Files        | Actriz                   |
| 2008 | Madagascar: Escape 2 Africa             | Desarrolladora           |
| 2009 | Post Grad                               | Directora                |
| TBA  | [ 8 ]                                   | Directora                |